# 2016 في الصين
فيما يلي قوائم الأحداث التي وقعت خلال عام 2016 في الصين.

## أحداث
- 23 يونيو – إعصار جيانغسو
- 1 يونيو – فيضانات الصين 2016

## رياضة
- 16 سبتمبر – طواف الصين I 2016 الفائزون جوناس فينجارد، Raffaello Bonusi [الإنجليزية]‏، ماوريسيو أورتيغا (دراج).

## أفلام
من الأفلام التي صدرت هذه السنة في الصين:
- 1 يناير – كسر نقطة من إخراج إيركسون كور.
- 16 ديسمبر – السور العظيم من إخراج زانج ييمو.

## وفيات

### أبريل
- 26 أبريل – هاري وو (مواليد 1937) ناشط صيني.

### مايو
- 19 مايو – هو هونغ ون (مواليد 1925) كيميائي صيني.
- 25 مايو – يانغ جيانغ (مواليد 1911) كاتبة ومترجمة صينية.

### سبتمبر
- 1 سبتمبر – كيرسون هوانغ (مواليد 1928) فيزيائي صيني.

### ديسمبر
- 30 ديسمبر – هوستن سميث (مواليد 1919) فيلسوف صيني.